# Parknasilloge
Die Megalithanlage von Parknasilloge ist nicht klassifiziert. Es könnte sich um eine Steinkiste oder ein gestörtes Wedge Tomb handeln, da in und um die Kammer eine Reihe kleiner Felsbrocken liegen. Einige haben vielleicht einen Teil der Struktur gebildet. Die Megalithanlage befindet sich an einem sanften Hang auf der Südwestseite des Glencullen Tals, nordwestlich von Enniskerry im Townland Parknasilloge (irisch Páirc na Saileog, „Feld der Weiden“) im County Wicklow in Irland.
Es kann sich um eine megalithische Kiste mit einem 1,6 Meter langen Deckstein handeln, der von zwei langen Platten getragen wird. Die beiden Endplatten wurden verschoben. Sie steht in der Mitte eines Cairns von etwa 7,0 m Durchmesser und 0,5 m Höhe, der an der Westseite leicht abgeflacht ist.
Etwa 5,0 km nordwestlich im County Dublin steht der Menhir von Glencullen. Der Quarzstein am Rande eines Golfplatzes mit einer Höhe von 1,83 m ist lokal als „Queen Mab“ bekannt.